# پایگاه نیروی دریایی سلطنتی تایلند در ناخون پانوم
پایگاه نیروی دریایی سلطنتی تایلند در ناخون فانوم (به انگلیسی: Nakhon Phanom Royal Thai Navy Base) یک فرودگاه است . این فرودگاه در کشور تایلند قرار دارد .